# Гарипов, Асгат Гарипович
Асга́т Гарипович Гарипов (тат. Әсгать Гариф улы Гарипов; 15 января 1925, село Мальбагушево, Азнакаевская волость, Бугульминский кантон, Автономная Татарская ССР — 30 марта 2001, Актюбинский, Азнакаевский район, Республика Татарстан) — заслуженный нефтяник Татарской АССР, общественный деятель, один из инициаторов перехода на односменное обслуживание скважин. Герой Социалистического Труда.

## Биография
В 1938 году Асгат Гарипов закончил Мальбагушевскую семилетнюю школу, после работал в колхозе.
В январе 1943 года был призван в ряды Красной Армии, служил в войсках 1-го Забайкальского фронта, обучался на курсах подготовки снайперов, принимал участие в боевых действиях в войне против Японии. За проявленное мужество в выполнении воинского долга награждён медалью «За отвагу», а в последующем — шестью боевыми и юбилейными медалями. Демобилизовался в звании младшего сержанта в октябре 1950 года.
С ноября 1951 года работал в нефтяной промышленности помощником оператора, оператором по добыче нефти и газа, оператором по исследованию скважин, мастером по добычи нефти и газа. Стоял у истоков массового перевода нефтепромыслов на многоскважинное обслуживание, позволившее резко поднять производительность труда при добыче нефти.
Досрочно выполнил личные социалистические обязательства и плановые задания Восьмой пятилетки (1966—1970). 30 марта 1971 года Указом Президиума Верховного Совета СССР удостоен звания Героя Социалистического Труда «за выдающиеся заслуги в выполнении заданий пятилетнего плана по добыче нефти и достижение высоких технико-экономических показателей в работе» с вручением ордена Ленина и золотой медали Серп и Молот.

## Награды
- Орден Ленина (30.03.1971)
- Орден Отечественной войны II степени (06.04.1985)[2]
- Медаль «За доблестный труд в Великой Отечественной войне 1941—1945 гг.»
- Медаль «За отвагу» (18.09.1945)[3]
- Знак «Отличник нефтяной промышленности», нагрудные знаки победителя соцсоревнования
- Звание заслуженного нефтяника Татарской АССР
- За выдающиеся заслуги Асгату Гарипову 30 марта 1971 года присвоено звание Героя Социалистического Труда

## Память
- Бронзовый бюст в Азнакаево
- Бронзовый бюст в Лениногорске